# Almere
Almere este un oraș în provincia Flevoland, Țările de Jos. Se află în întregime sub nivelul mării (între 2 și 5 metri). Se învecinează cu orașele Lelystad și Zeewolde și cu apele Gooimeer, IJmeer și Markermeer. 
Comuna a fost înființată în 1984. Este cea mai mare comună din Flevoland cu 184.405 de locuitori (7 iulie 2008) și a 8-a ca mărime din Olanda. În octombrie 2007, consiliul local a stabilit un plan împreună cu guvernul național pentru a extinde orașul la 350.000 de locuitori până în 2030.

## Administrație
Comuna Almere este împărțită în districtele: Almere Stad, Almere Haven, Almere Buiten, Almere Hout, Almere Poort și Almere Pampus. 

## Personalități născute aici
- Sergiño Dest (n. 2000), fotbalist.